# 스파이더맨 (1994년 애니메이션)
《스파이더맨》(Spider-Man)은 마블 코믹스의 동명 만화 작품을 원작으로 한 1994년부터 1998년에 걸쳐 미국에서 제작된 TV 애니메이션 시리즈이다. 주제가는 한국 오리지널 버전이며, 가사는 두 가지 종류가 있다.

## 등장인물
스파이더맨/피터 파커 (Spider-Man/Peter Parker)
성우: 크리스토퍼 대니얼 반스(미국판), 이정구(한국・TV판), 한기웅(한국・VHS판)

## 에피소드
| #  | Korean Tittle                                          | English Title                                           |
| -- | ------------------------------------------------------ | ------------------------------------------------------- |
| 1  | 도마뱀의 밤                                            | Night of the Lizard                                     |
| 2  | 스파이더 슬레이어                                      | The Spider Slayer                                       |
| 3  | 스파이더 슬레이어의 귀환                               | Return of the Spider-Slayers                            |
| 4  | 미스테리오의 악의                                      | The Menace of Mysterio                                  |
| 5  | 닥터 옥토퍼스: 무기를 든 악당                          | Docteur Octopus Armed and Dangerous                     |
| 6  | 스콜피온의 독침                                        | The Sting of the Scorpion                               |
| 7  | 사냥꾼 크레이븐                                        | Kraven The Hunter                                       |
| 8  | 외계 코스튬 1부                                        | The Alien Costume Part 1                                |
| 9  | 외계 코스튬 2부                                        | The Alien Costume Part 2                                |
| 10 | 외계 코스튬 3부                                        | The Alien Costume Part 3                                |
| 11 | 외계 코스튬 1부                                        | The Hobgoblin Part 1                                    |
| 12 | 외계 코스튬 2부                                        | The Hobgoblin Part 2                                    |
| 13 | 카멜레온의 날                                          | Le Jour du Caméléon                                     |
| 14 | 네오제닉 나이트메어, 챕터 I: 인시디어스 식스           | The Insidious Six                                       |
| 15 | 네오제닉 나이트메어, 챕터 II: 인시디어스 식스와의 전투 | Battle of the Insidious Six                             |
| 16 | ?                                                      | Hydro-Man                                               |
| 17 | 네오제닉 나이트메어, 챕터 IV: 뮤턴트 어젠다            | The Mutant Agenda                                       |
| 18 | 네오제닉 나이트메어, 챕터 V: 뮤턴트들의 복수           | Mutants Revenge                                         |
| 19 | 네오제닉 나이트메어, 챕터 VII: 퍼니셔의 등장           | Morbius                                                 |
| 20 | 네오제닉 나이트메어, 챕터 VIII: 사냥꾼들의 대결        | Enter The Punisher                                      |
| 21 | 네오제닉 나이트메어, 챕터 IX: 뱀파이어 사냥꾼 블레이드 | Duel of the Hunters                                     |
| 22 | 네오제닉 나이트메어, 챕터 X: 불멸의 뱀파이어           | Blade the Vampire Hunter                                |
| 23 | 네오제닉 나이트메어, 챕터 XI: 시간의 석판              | The Immortal Vampire                                    |
| 24 | 네오제닉 나이트메어, 챕터 XII: 시간의 붕괴             | Tablet of Time                                          |
| 25 | 네오제닉 나이트메어, 챕터 XIII: 벌처의 비명            | Ravages of Time                                         |
| 26 | ?                                                      | Shriek of the Vulture                                   |
| 27 | 네오제닉 나이트메어, 챕터 XIV: 최후의 악몽             | The Final Nightmare                                     |
| 28 | 아버지들의 죄, 챕터 I: 닥터 스트레인지                 | Doctor Strange                                          |
| 29 | 아버지들의 죄, 챕터 II: 소원을 빌어                    | Make a Wish                                             |
| 30 | 아버지들의 죄, 챕터 III: 옥토봇의 공격                 | Attack of the Octobot                                   |
| 31 | 아버지들의 죄, 챕터 IV: 그린 고블린의 등장             | Enter the Green Goblin                                  |
| 32 | 아버지들의 죄, 챕터 V: 로켓 레이서                     | Rocket Racer                                            |
| 33 | 아버지들의 죄, 챕터 VI: 누명                           | Framed                                                  |
| 34 | 아버지들의 죄, 챕터 VII: 공포를 모르는 자              | The Man Without Fear                                    |
| 35 | 아버지들의 죄, 챕터 VIII: 궁극의 슬레이어              | The Ultimate Slayer                                     |
| 36 | 아버지들의 죄, 챕터 IX: 묘비                           | Tombstone                                               |
| 37 | 아버지들의 죄, 챕터 X: 베놈, 돌아오다                  | Venom Returns                                           |
| 38 | 아버지들의 죄, 챕터 XI: 카니지                         | Carnage                                                 |
| 39 | 아버지들의 죄, 챕터 XII: 더 스팟                       | The Spot                                                |
| 40 | 아버지들의 죄, 챕터 XIII: 고블린 전쟁                  | Goblin Wars                                             |
| 41 | 아버지들의 죄, 챕터 XIV: 터닝 포인트                   | Turning Point                                           |
| 42 | 위험에 빠진 파트너들, 챕터 I: 유죄                     | Guilty                                                  |
| 43 | 위험에 빠진 파트너들, 챕터 II: 고양이                  | The Cat                                                 |
| 44 | 위험에 빠진 파트너들, 챕터 III: 검은 고양이            | The Black Cat                                           |
| 45 | 위험에 빠진 파트너들, 챕터 IV: 크레이븐의 귀환         | The Return Of Kraven                                    |
| 46 | 위험에 빠진 파트너들, 챕터 V: 파트너들                 | Partners                                                |
| 47 | 위험에 빠진 파트너들, 챕터 VI: 각성                    | The Awakening                                           |
| 48 | 위험에 빠진 파트너들, 챕터 VII: 뱀파이어 퀸            | The Vampire Queen                                       |
| 49 | 위험에 빠진 파트너들, 챕터 VIII: 그린 고블린의 귀환    | The Return Of The Green Goblin                          |
| 50 | 위험에 빠진 파트너들, 챕터 IX: 메리 제인 왓슨의 유령   | The Haunting Of Mary Jane                               |
| 51 | 위험에 빠진 파트너들, 챕터 X: 리저드 킹                | The Lizard King                                         |
| 52 | 위험에 빠진 파트너들, 챕터 XI: 프라울러                | The Prowler                                             |
| 53 | 결혼식                                                 | The Wedding                                             |
| 54 | 식스 포가튼 워리어스, 챕터 I: 식스 포가튼 워리어       | Six Forgotten Warriors, Chapter I                       |
| 55 | 식스 포가튼 워리어스, 챕터 II: 차지하지 않은 유산      | Six Forgotten Warriors, Chapter II: Unclaimed Legacy    |
| 56 | 식스 포가튼 워리어스, 챕터 III: 6인의 비밀             | Six Forgotten Warriors, Chapter III: Secrets of the Six |
| 57 | 식스 포가튼 워리어스, 챕터 IV: 다시 싸우는 6인         | Six Forgotten Warriors, Chapter IV: The Six Fight Again |
| 58 | 식스 포가튼 워리어스, 챕터 V: 영웅의 대가              | Six Forgotten Warriors, Chapter V: The Price of Heroism |
| 59 | 하이드로맨의 귀환 1부                                  | The Return of Hydro-Man Part 1                          |
| 60 | 하이드로맨의 귀환 2부                                  | The Return of Hydro-Man Part 2                          |
| 61 | 비밀 전쟁, 챕터 I: 도착                                | Secret Wars, Chapter I: Arrival                         |
| 62 | 비밀 전쟁, 챕터 II: 레드 스컬의 건틀렛                 | Secret Wars, Chapter II: The Gauntlet of the Red Skull  |
| 63 | 비밀 전쟁, 챕터 III: 둠. 25퍼센트 완료                 | Secret Wars, Chapter III: Doom                          |
| 64 | 스파이더 전쟁, 챕터 I: 클론 진짜 싫어                  | Spider Wars, Chapter I: I Really, Really Hate Clones    |
| 65 | 스파이더 전쟁, 챕터 II: 안녕히, 스파이더맨             | Spider Wars, Chapter II: Farewell, Spider-Man           |

## 방송국
한국방송일: KBS2 1997년 4월22일 - 12월1일, 월,화요일 오후 6시30분 - 7시00분